# Dudley Pope
Dudley Bernard Egerton Pope (* 29. Dezember 1925 in Ashford, Kent, England; † 25. April 1997 in Marigot (Saint-Martin)) war ein britischer Schriftsteller sowohl maritimer Romane als auch historischer Fachbücher. Am bekanntesten dürfte seine Romanserie um Lord Ramage sein.

## Leben
Pope wurde im englischen Ashford geboren und trat im Alter von 16 Jahren der Handelsmarine im Rang eines Fähnrichs bei. Schon ein Jahr später (1942) wurde das Schiff, auf dem er Dienst tat, torpediert und aufgrund seiner dabei erlittenen Verletzung musste er aus dem Dienst ausscheiden.
Pope arbeitete bald für eine kleine Zeitung in Kent, bevor er im Jahr 1944 begann, für die Londoner Zeitung The Evening News als Berichterstatter über die Entwicklungen der Marine zu arbeiten.
Sein erstes Buch Flag 4 veröffentlichte er 1954 und es folgten etliche weitere Darstellungen historischer Ereignisse. Cecil Scott Forester, der Autor der bekannten Romanserie um Horatio Hornblower, ermutigte Pope, seine schriftstellerischen Arbeiten fiktionaler zu gestalten. 1965 dann erschien Ramage, der erste Teil einer am Ende 18-teiligen marinehistorischen Romanreihe.
Seine Bücher wurden oft kritisiert, denn in ihnen beschreibt er spanische Seeleute oft als inkompetent und dumm, was jedoch ein Vorurteil ist, denn die spanische Marine jener Zeit gehörte zu den erfolgreichsten weltweit.
Seit 1953 lebte er mit seiner Frau Kay – sie heirateten 1954 – auf Segelbooten, zuerst auf der 8 Meter langen William Fife, die er Concerto nannte. Ab 1959 lebte das Paar in Porto Santo Stefano (Italien) auf einer rund 12 Meter langen Ketsch namens Tokay. 1963 zogen sie auf einen Kutter namens Golden Dragon um, auf dem sie nach Barbados segelten. Im  Jahr 1968 zogen sie auf eine 18 Meter Yacht, die den Namen Ramage bekam und auf der Pope alle Geschichten und Arbeiten bis 1985 schrieb. Seine Reisen und die dabei gewonnenen Eindrücke beeinflussten in ganz starker Weise seine Bücher.

## Werke (Auswahl)

### Die Ramage-Serie (In der Reihenfolge von Ramages Leben)
Die meisten Romane handeln von realen Begebenheiten des späten 18. und frühen 19. Jahrhunderts. Das Jahr der Handlung ist vor dem Titel aufgeführt. Danach erscheint das Jahr der Veröffentlichung im Original.
- 1796 – Ramage. Chivers Press, Bath 1992, ISBN 0-7451-7410-8 (Nachdr. d. Ausg. London 1965)
  - Leutnant Ramage. Ullstein, Frankfurt/M. 1990, ISBN 3-548-22268-4 (Nachdr. d. Ausg. Karlsruhe 1966).
- 1797 – Ramage and the Drumbeat. Corgi, London 1973, ISBN 0-552-09258-4 (Nachdr. d. Ausg. London 1968).
  - Ramage. Die Trommel schlug zum Streite. Ullstein, München 2001, ISBN 3-548-25322-9 (Nachdr. d. Ausg. Karlsruhe 1968).
- 1797 – Ramage and the Freebooters. HarperCollins, London 1996, ISBN 0-00-649853-1 (Nachdr. d. Ausg. London 1969).
  - Ramage und die Freibeuter. Ullstein, Frankfurt/M. 1991, ISBN 3-548-22496-2 (Nachdr. d. Ausg. Rastatt 1978).
- 1797 – Governor Ramage RN. Chivers Press, Bath 1994, ISBN 0-7451-7686-0 (Nachdr. d. Ausg. London 1973).
  - Kommandant Ramage. Leutnant der Royal Navy. Ullstein, Frankfurt/M. 1996, ISBN 3-548-23933-1 (Nachdr. d. Ausg. Rastatt 1978).
- 1798 – Ramage's Prize. Simon & Schuster, New York 1974.
  - Ramage in geheimer Mission. Ullstein, Frankfurt/M. 1996, ISBN 3-548-24056-9 (Nachdr. d. Ausg. Rastatt 1979).
- 1801 – Ramage and the Guillotine. Fontana Books, London 1988, ISBN 0-00-614823-9 (Nachdr. d. Ausg. London 1975).
  - Ramage, Lord Nelsons Spion. Ullstein, Berlin 1998, ISBN 3-548-24397-5 (Nachdr. d. Ausg. Rastatt 1979).
- 1804 – Ramage's Diamond. McBooks, New York 2001, ISBN 0-935526-89-7 (Nachdr. d. Ausg. London 1976).
  - Ramage und das Diamantenriff. Ullstein, Berlin 1998, ISBN 3-548-24470-X (Nachdr. d. Ausg. Rastatt 1980).
- 1799 – Ramage's Mutiny. McBooks, New York 2001, ISBN 0-935526-90-0 (Nachdr. d. Ausg. London 1977).
  - Ramage und die Meuterei. Ullstein, Frankfurt/M. 1993, ISBN 3-548-22917-4 (Nachdr. d. Ausg. Rastatt 1980).
- 1800 – Ramage and the Rebels. 5. Auflage. Fontana Books, London 1988, ISBN 0-00-615434-4 (Nachdr. d. Ausg. London 1978).
  - Ramage und die Rebellen. 2. Auflage. Ullstein, Frankfurt/M. 2003, ISBN 3-548-25652-X (Nachdr. d. Ausg. Rastatt 1980).
- 1800 – The Ramage Touch. Fontana Books, London 1988, ISBN 0-00-615922-2 (Nachdr. d. Ausg. London 1979).
  - Ramage gegen Napoleon. Ullstein, Frankfurt/M. 2002, ISBN 3-548-25336-9 (Nachdr. d. Ausg. Frankfurt/M. 1996).
- 1800 – Ramage's Signal. House of Stratus, London 2001, ISBN 1-84232-480-2 (Nachdr. d. Ausg. London 1980).
  - Ramage und der feindliche Konvoi. Ullstein, Frankfurt/M. 1997, ISBN 3-548-24063-1.
- 1802 – Ramage and the Renegades. Fontana Books, London 1982, ISBN 0-00-616639-3 (Nachdr. d. Ausg. London 1981).
  - Ramage und die Abtrünnigen. Ullstein, Frankfurt/M. 1997, ISBN 3-548-24179-4.
- 1803 – Ramage's Devil. Secker & Warburg, London 1982, ISBN 0-436-37742-X.
  -  Ramage und der Teufel. Ullstein, Berlin 1998, ISBN 3-548-24411-4.
- 1803 – Ramage's Trial. Alison Press, London 1984, ISBN 0-436-37745-4.
  - Ramage unter Anklage. Ullstein, Berlin 1999, ISBN 3-548-24617-6.
- 1803 – Ramage's Challenge. Fontana Books, London 1986, ISBN 0-00-617336-5 (Nachdr. d. Ausg. London 1985).
  - Ramages großer Coup. Ullstein, Berlin 2000, ISBN 3-548-24740-7.
- 1805 – Ramage at Trafalgar. Fontana Books, London 1986, ISBN 0-00-617494-9.
  - Ramage bei Trafalgar. Ullstein, Berlin 2000, ISBN 3-548-24776-8.
- 1806 – Ramage and the Saracens. Ulverscroft, Leicester 1991, ISBN 0-7089-2397-6 (Nachdr. d. Ausg. London 1988).
  - Ramage und die Sarazenen. Ullstein, München 2001, ISBN 3-548-25210-9.
- 1806 – Ramage and the Dido. Alison Press, London 1989.
  -  Ramage auf Erfolgskurs. Ullstein, München 2002, ISBN 3-548-25327-X.

### Die Yorke-Serie
1. Buccaneer. House of Stratus, London 2001, ISBN 0-7551-0437-4. (Nachdr. d. Ausg. London 1981)
2. Admiral. House of Stratus, London 2001, ISBN 0-7551-0438-2. (Nachdr. d. Ausg. London 1982)
3. Galleon. House of Stratus, London 2001, ISBN 0-7551-0439-0. (Nachdr. d. Ausg. London 1986)
4. Corsair. House of Stratus, London 2001, ISBN 0-7551-0440-4. (Nachdr. d. Ausg. London 1987)

### Standalones
- Convoy. House of Stratus, London 2001, ISBN 0-7551-0441-2. (Nachdr. d. Ausg. London 1979)
- Decoy. House of Stratus, London 2001, ISBN 0-7551-0442-0. (Nachdr. d. Ausg. London 1983)

### Sachbücher
- Flag 4. The Battle of Coastal Forces in the Mediterranean. Chatham, London 2006, ISBN 1-86176-067-1 (Nachdr. d. Ausg. London 1954).
- The Battle of the River Plate. Admiral Graf Spee. Secker & Warburg, London 1987, ISBN 0-436-37750-0 (Nachdr. d. Ausg. London 1956).
- 73 North. The Battle of the Barents Sea 1942Chatham, London 2000, ISBN 1-86176-128-7 (Nachdr. d. Ausg. London 1958).
- Decision at Trafalgar. Holt, New York 1999, ISBN 0-8050-6137-1 (Nachdr. d. Ausg. London 1959).
- England Expects. Chatham, London 1998, ISBN 1-86176-074-4 (Nachdr. d. Ausg. London 1959).
- The Black Ship. Secker & Warburg, London 1988, ISBN 0-436-37753-5 (Nachdr. d. Ausg. London 1963).
- The bucaneer King. The biography of Sir Henry Morgan (1635–1688). Dodd, Mead, New York 1978, ISBN 0-396-07566-5 (früherer Titel: Harry Morgan's Way. Biography of Sir Henry Morgan 1635–1688).
- The Great Gamble. Nelson at Copenhagen. Chatham, London 2001, ISBN 1-86176-145-7 (Nachdr. d. Ausg. London 1978).
- Life in Nelson's Navy. Allan & Unwin, London 1987, ISBN 0-04-359008-X (Nachdr. d. Ausg. London 1972).
- The Devil Himself:  The Mutiny of 1800. Secker & Warburg, London 1987, ISBN 0-436-37751-9.
- At 12 Mr Byng Was Shot. Phoenix, London 2002, ISBN 1-84212-607-5 (Nachdr. d. Ausg. London 1962).